# U Wang
König U Wang (koreanisch 우왕) (* 25. Juli 1365 in Kaesŏng, Königreich Goryeo; † 31. Dezember 1389 ebenda) war während seiner Regierungszeit von 1374 bis 1388 der 32. König des Goryeo-Reiches und der Goryeo-Dynastie (고려왕조) (918–1392).

## Leben
Er war der Sohn von König Gongmin Wang und eines Mädchens namens Banya, das ihn Monino (koreanisch 모니노) taufte. Erst 1371 wurde er vom König als sein Sohn anerkannt.
Sein Vater startete nach der Loslösung Goryeos aus der Bindung zur Yuan-Dynastie heraus tiefgreifende Reformen, zu denen unter anderem die Wiederherstellung des Buddhismus im Lande gehörte und eine Land- und Grundbesitzreform zählten. Doch reiche und mächtige Familienklans sorgten dafür, dass er sein Vorhaben nicht weiterführen konnte, und ließen ihn zusammen mit einem Mönch, dem er einen wichtigen Posten zur Umsetzung seiner Vorhaben in der Regierung verschaffte, im Oktober 1374 ermorden.
König U wurde mit 11 Jahren von dem Yuan-freundlichen Beamten Yi In-Im auf den Thron gesetzt. Die Regierungszeit von König U war von den politischen Folgen des Niedergangs der Yuan-Dynastie und des Aufstiegs der Ming geprägt, wobei sein Hof in Pro- und Anti-Ming-Gruppen gespalten war. Yi In-Ims Einfluss führte zu erheblichen Konflikten darüber, ob die Beziehungen zu den Yuan wiederhergestellt oder die bestehenden Beziehungen zu den Ming gestärkt werden sollten.
Im Jahr 1388 erhielt General Yi Seong-gye den Befehl, mit seinen Armeen die Ming-Armeen von der koreanischen Halbinsel zu vertreiben. Als er den Amrok-Fluss erreichte und erkannte, dass die Stärke der Ming-Truppen die Kräfte Goryeos übertraf, beschloss er, in die Hauptstadt zurückzukehren und die Kontrolle über die Regierung Goryeos zu übernehmen, anstatt seine Armee durch einen Angriff auf die Ming zu zerstören.
Yi Seong-gye kehrte nach Kaesŏng zurück, überwältigte die Verteidiger des königlichen Hofes und beseitigte (und tötete dann) General Ch'oe Yŏng. Er übernahm die Kontrolle über die Regierung. König U wurde abgesetzt und formal durch seinen Sohn, König Chang, ersetzt. Gemeinsam wurden sie ein Jahr später mit Gift ermordet und durch Prinz Gongyang ersetzt, mit der Begründung, er sei von wahrer königlicher Abstammung.